# Trey Lyles
Trey Anthony Lyles (Saskatoon, Saskatchewan, 5 de noviembre de 1995) es un baloncestista de nacionalidad canadiense y estadounidense que pertenece a la plantilla de los Sacramento Kings de la NBA. Con 2,06 metros de estatura, juega en la posición de ala-pívot.

## Trayectoria deportiva

### Universidad
Lyles jugó una temporada de baloncesto universitario con los Wildcats de la Universidad de Kentucky.
El 9 de abril de 2015, Lyles junto con sus compañeros de Kentucky Andrew Harrison, Aaron Harrison, Dakari Johnson, Devin Booker, Karl-Anthony Towns y Willie Cauley-Stein declararon su elegibilidad para el Draft de la NBA.

#### Estadísticas
| Año     | Equipo   | PJ | PT | MPP  | %TC  | %3P  | %TL  | RPP | APP | ROB | TPP | PPP |
| ------- | -------- | -- | -- | ---- | ---- | ---- | ---- | --- | --- | --- | --- | --- |
| 2014–15 | Kentucky | 36 | 21 | 23.0 | .488 | .138 | .735 | 5.2 | 1.1 | .5  | .4  | 8.7 |

### Profesional
El 25 de junio de 2015, fue seleccionado en la decimosegunda posición del Draft de la NBA de 2015 por los Utah Jazz.
En junio de 2017 fue traspasado a los Denver Nuggets junto con Tyler Lydon a cambio de los derechos sobre Donovan Mitchell.
Tras dos temporadas en Denver, el 11 de julio de 2019, firma con los San Antonio Spurs.
Después de dos años en San Antonio, el 3 de agosto de 2021, firma como agente libre con Detroit Pistons por $5 millones y 2 años.
El 10 de febrero de 2022 es traspasado a Sacramento Kings en un acuerdo entre cuatro equipos.

### Selección nacional
Fue integrante de las selecciones júnior de Canadá. Junto a Tyler Ennis, llevaron a su selección a la sexta plaza del Mundial Sub-19 de 2013.
Entre julio y agosto de 2024 fue parte de la selección absoluta de Canadá, que disputó los Juegos Olímpicos de París, finalizando en quinta posición.

## Estadísticas de su carrera en la NBA

### Temporada regular
| Año     | Equipo      | PJ  | PT  | MPP  | %TC  | %3P  | %TL  | RPP | APP | ROB | TPP | PPP  |
| ------- | ----------- | --- | --- | ---- | ---- | ---- | ---- | --- | --- | --- | --- | ---- |
| 2015-16 | Utah        | 80  | 33  | 17.3 | .438 | .383 | .695 | 3.7 | .7  | .3  | .2  | 6.1  |
| 2016-17 | Utah        | 71  | 4   | 16.3 | .362 | .319 | .722 | 3.3 | 1.0 | .4  | .3  | 6.2  |
| 2017-18 | Denver      | 73  | 2   | 19.1 | .491 | .381 | .706 | 4.8 | 1.2 | .4  | .5  | 9.9  |
| 2018-19 | Denver      | 64  | 2   | 17.5 | .418 | .255 | .698 | 3.8 | 1.4 | .5  | .4  | 8.5  |
| 2019-20 | San Antonio | 63  | 53  | 20.2 | .446 | .387 | .733 | 5.7 | 1.1 | .4  | .4  | 6.4  |
| 2020-21 | San Antonio | 23  | 9   | 15.6 | .478 | .350 | .652 | 3.7 | .6  | .3  | .0  | 5.0  |
| 2021-22 | Detroit     | 51  | 3   | 19.4 | .456 | .301 | .784 | 4.8 | 1.1 | .4  | .5  | 10.4 |
| 2021-22 | Sacramento  | 24  | 20  | 22.8 | .489 | .365 | .851 | 5.6 | 1.3 | .3  | .3  | 10.6 |
| 2022-23 | Sacramento  | 72  | 0   | 16.7 | .459 | .365 | .815 | 4.0 | .9  | .4  | .4  | 7.6  |
| 2023-24 | Sacramento  | 58  | 0   | 20.0 | .445 | .384 | .700 | 4.4 | 1.2 | .3  | .3  | 7.2  |
| 2024-25 | Sacramento  | 69  | 5   | 19.6 | .420 | .340 | .700 | 4.6 | 1.2 | .6  | .3  | 6.5  |
| Total   | Total       | 650 | 131 | 18.4 | .441 | .347 | .741 | 4.3 | 1.1 | .4  | .4  | 7.6  |

### Playoffs
| Año   | Equipo     | PJ | PT | MPP  | %TC  | %3P  | %TL  | RPP | APP | ROB | TPP | PPP |
| ----- | ---------- | -- | -- | ---- | ---- | ---- | ---- | --- | --- | --- | --- | --- |
| 2017  | Utah       | 2  | 0  | 4.8  | .429 | .333 | —    | 1.0 | .5  | .5  | .0  | 3.5 |
| 2019  | Denver     | 3  | 0  | 2.7  | .000 | .000 | —    | .3  | .7  | .0  | .0  | .0  |
| 2023  | Sacramento | 7  | 0  | 16.8 | .425 | .333 | .600 | 5.7 | .7  | .3  | .0  | 6.6 |
| Total | Total      | 12 | 0  | 11.3 | .400 | .323 | .600 | 3.6 | .7  | .3  | .0  | 4.4 |